# Sæby Kirke (Frederikshavn Kommune)
 For alternative betydninger, se Sæby Kirke. (Se også artikler, som begynder med Sæby Kirke)
Sæby Kirke er en kirke nær havnen i Sæby syd for Frederikshavn. Kirken har været en fløj af karmelitterklostret, Mariested Kloster i perioden 1460 (oprettet af Jakob Friis til Børglum) til reformationen i 1536. Dele af kirken er dog af ældre dato, for klosterkirken blev til ved en udvidelse af den eksisterende sognekirke.

## Bygningen
Kirken består af en langhusbygning med en kapelbygning på sydsiden. I vestenden er et tårn. På nordsiden er en nyere tilbygning. Kirkens samlede længede er 54 m.

## Eksterne kilder og henvisninger
- Wikimedia Commons har flere filer relateret til Sæby Kirke (Frederikshavn Kommune)
- Sæby Kirke hos KortTilKirken.dk
- Sæby Kirke